# Dreamus
是家成立於1999年的電子和娛樂公司，最初名為ReignCom。它是韓國iRiver、Astell & Kern和FLO以及Yurion和Funcake娛樂服務的母公司。自2014年以來一直是SK电讯的子公司。

## 外部連結
- 官方网站
- Dreamus Company的Facebook專頁